# Jinonice (zámek)
Zámek Jinonice je architektonická památka v pražské čtvrti Jinonice. Objekt si zachoval styl raně barokního velkostatku a je od 3. 5. 1958 chráněn jako kulturní památka. Jeho adresa je Na Vidouli 1.

## Historie
Původně na místě zámku stál dvorec, o kterém je první zmínka již z roku 1088. Tvrz vznikla o dvě století později, ale písemně se poprvé připomíná až roku 1621, když byl Albrecht Pfefferkorn z Otopachu posmrtně odsouzen k zabavení jinonického panství za účast v protihabsburském povstání roku 1618. Tvrz však zanikla a byla objevena teprve archeologickým výzkumem v roce 2018. Výzkum prováděly Archaia Praha a archeologické oddělení Národního památkového ústavu, územní pracoviště Praha, pod vedením Tomasza Cymbalaka. Dvůr byl za třicetileté války zpustošen.

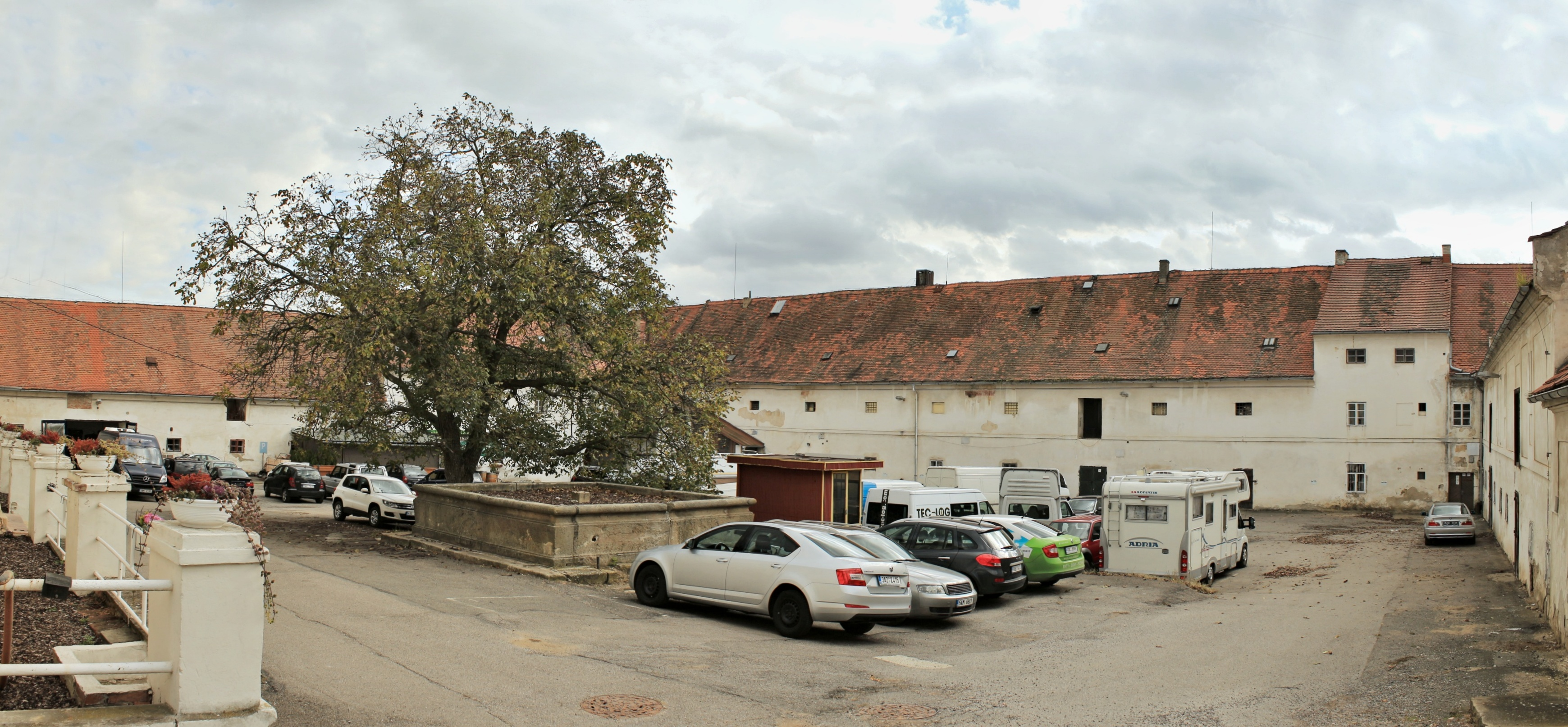
Dvůr Jinonického zámku

Po odeznění války se osada Jinonice dostala do rukou Pavla Michny z Vacínova. Právě on je zakladatelem zámku. Poté objekt přechází na jeho syna Václava a následně hraběte Jiřího Ludvíka von Sinzendorf, který je však zatížený finančními obtížemi. Po něm získá zámek a dvůr v dražbě Ferdinand ze Schwarzenbergu. Právě na Ferdinanda a jeho manželku Annu Marii von Sulz upomíná alianční erb nad vstupem do objektu.
Později vzniklý hospodářský dvůr a zámeček v roce 1685 přestavěl Jan Adolf ze Schwarzenbergu. V roce 1815 zde proběhly klasicistní úpravy.

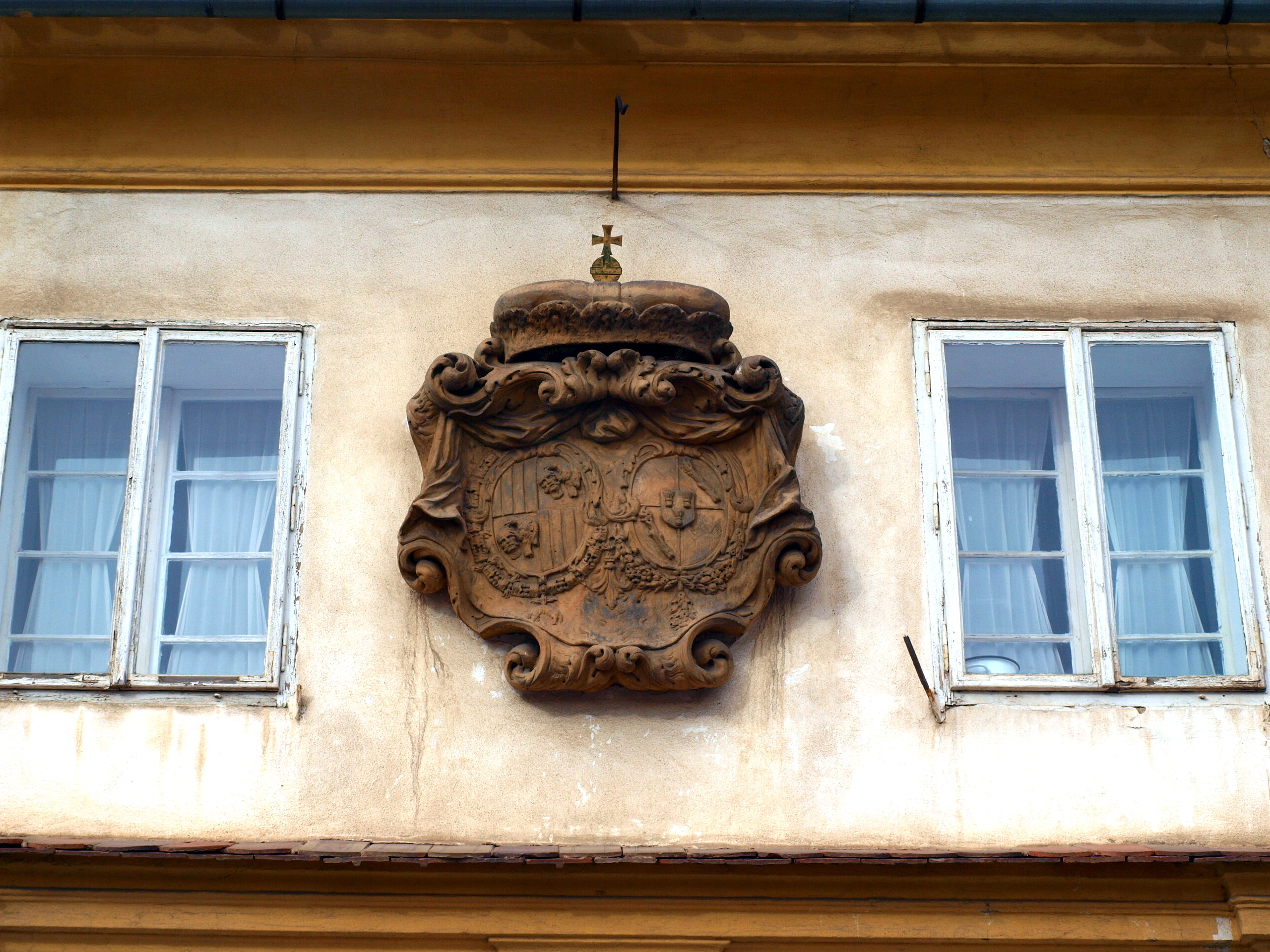
Alianční erb Ferdinanda ze Schwarzenbergu a jeho manželky Anny Marie von Sulz

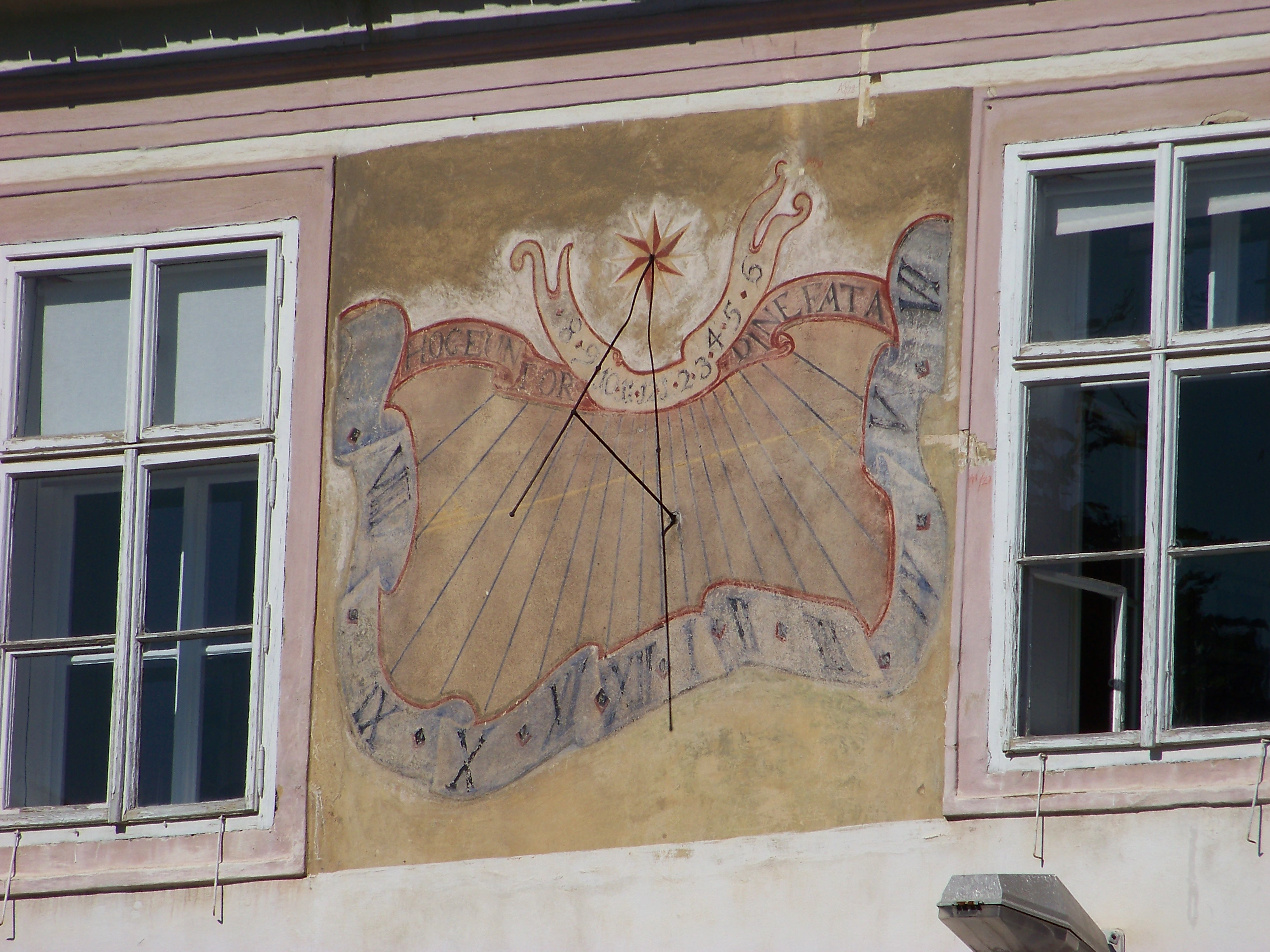
Sluneční hodiny

Schwarzenbergové zámek vlastnili do roku 1945, kdy jim byl zkonfiskován a v roce 1949 z něho ministerstvo zemědělství zřídilo ČSSS, n.p. Jinonice, v roce 1989 Státní statek hl. m. Prahy, který zde měl kanceláře a provoz. Na začátku 21. století bylo se svolením magistrátu srovnáno se zemí několik památkových objektů (kašna a altán). Dvory byly ještě do nedávna obestavěny ze všech stran budovami. Na západě a jihu byl zámecký park s ohradní zdí a raně klasicistním altánem. Dnes jsou budovy kolem severního dvora demolovány, také další volně stojící budovy byly demolovány. V parku probíhá výstavba čtyřpodlažních bytových domů.
Samotný zámecký areál je částečně veřejnosti přístupný, nacházejí se zde restaurace a firmy.
V letech 2006–2007 vestavěla developerská společnost V Invest CZ a. s. do západní části zahrady čtyři nové bytové viladomy v moderním stylu podle návrhu ateliéru DaM, se 74 byty, tzv. projekt Vila Park Jinonice. Historická zeď zahrady je využita k ohrazení tohoto obytného komplexu, které je střeženo bezpečnostní agenturou jako veřejně nepřístupné kondominium. Další byty, mezonetové, mají být umístěny v replikách dvou původních zámeckých budov půdorysu písmene L. Na západní straně s tímto komplexem sousedí čtvrť Botanica Vidoule budovaná společností Skanska.

## Pivovar
Mezi hospodářské budovy patřil pivovar, postavený na jižní straně dvora, jehož roční produkce byla až 14000 hektolitrů piva. Pivovar ukončil provoz roku 1890.